# Reame del Commonwealth
     Reami del Commonwealth
     Territori d'oltremare dei reami del Commonwealth
     Ex reami del Commonwealth

Reami del Commonwealth
Territori d'oltremare dei reami del Commonwealth
Ex reami del Commonwealth

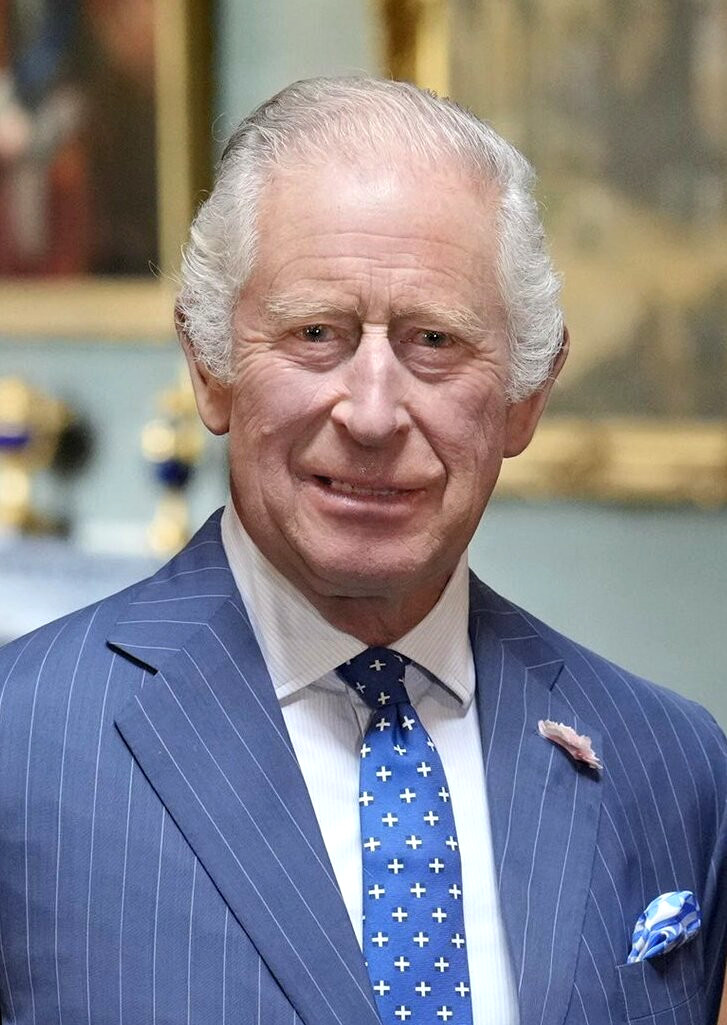
Carlo III, dal 2022 sovrano regnante di ciascuno dei reami del Commonwealth.

I reami del Commonwealth sono quindici dei cinquantasei Stati del Commonwealth delle nazioni il cui capo di Stato coincide con la persona detenente il titolo di sovrano del Regno Unito.
La carica di capo di Stato dei suddetti Paesi è esercitata da re Carlo III, il quale è sovrano di ogni singolo Paese; ad esempio, in Australia ha il titolo di Sua Maestà Carlo III, re d'Australia.
Con l'eccezione del Regno Unito, il sovrano nomina, su indicazione del governo del reame in questione, un governatore generale che lo rappresenta come capo di Stato de facto.
Il governatore generale, da parte sua, esercita i poteri di un capo di Stato in regime parlamentare, con vari e simbolici doveri di rappresentanza.
In Paesi federali quali Australia e Canada il sovrano è rappresentato anche da un governatore in ognuno degli stati dell'Australia e da un tenente governatore in ognuna delle province del Canada.
Di questi reami tredici sono ex-colonie britanniche auto-governantisi, compresi i dominion che divennero nazioni indipendenti dopo la ratifica dello Statuto di Westminster del 1931, o dopo la fine della Federazione delle Indie Occidentali nel 1961, o in date successive; l'ultima di queste nazioni fu Saint Kitts e Nevis nel 1983. Le due eccezioni sono Papua Nuova Guinea, che venne amministrata dall'Australia prima di ottenere l'indipendenza nel 1975, e il Regno Unito stesso.
La popolazione totale ammonta a circa 143 000 000 abitanti, compresi i cittadini del Regno Unito.

## Nazioni che sono reami del Commonwealth
I reami del Commonwealth, pur facendone parte, vanno distinti dal Commonwealth, che è un'organizzazione composta principalmente da ex colonie britanniche, la maggior parte delle quali non riconosce il Re come capo di Stato.
I reami del Commonwealth sono:

### Europa
- Regno Unito

### America
- Antigua e Barbuda
- Bahamas
- Belize
- Canada
- Giamaica
- Grenada
- Saint Kitts e Nevis
- Saint Vincent e Grenadine
- Saint Lucia

### Oceania
- Australia
- Isole Salomone
- Nuova Zelanda
- Papua Nuova Guinea
- Tuvalu

### Bandiere del Re nei reami del Commonwealth
In qualità di Re di diversi reami del Commonwealth, i sovrani non utilizzano lo stendardo reale britannico; al contrario, si tende ad utilizzare la propria bandiera per quel reame o la propria bandiera personale di capo del Commonwealth, che viene usata anche quando visita nazioni del Commonwealth dove il Re non è riconosciuto come capo di Stato.
La regina Elisabetta II possedeva bandiere per Canada, Australia, Nuova Zelanda e Giamaica. Tutte erano costituite dallo stemma della nazione, con la cifra reale al centro, che recava la lettera E di Elisabetta. Esistevano bandiere reali anche per Sierra Leone, Malta e Trinidad e Tobago, ma esse sono cadute in disuso quando le nazioni sono divenute repubbliche.

Bandiera del Governatore Generale di Malta (1964-1974).

### Bandiere dei Governatori Generali
In maniera simile, il governatore generale ha la sua bandiera, raffigurante il leone e la corona reali (la corona di sant'Edoardo), con il nome della nazione scritto in maiuscolo su un nastro sottostante.

## Nazioni che sono state in precedenza reami del Commonwealth
In seguito alla loro indipendenza dal Regno Unito, gran parte delle nazioni del Commonwealth mantennero il sovrano come capo di Stato, ma cambiando il titolo del monarca a sovrano della rispettiva nazione (ovvero: "Re/Regina di Barbados", piuttosto che "Re/Regina del Regno Unito"). Sudafrica e Ceylon (l'odierno Sri Lanka) furono le prime a prendere tale decisione.
Con il passare del tempo, alcuni reami del Commonwealth divennero repubbliche, approvando un emendamento costituzionale che rimuoveva il monarca come capo di Stato, e sostituiva il governatore generale con un presidente nominato o eletto. Questo avvenne in particolare nell'Africa post-coloniale, i cui capi non volevano "dividere" l'incarico di capo di Stato con la Regina. Rimasero all'interno del Commonwealth, seguendo il precedente creato dall'India nel 1950, riconoscendo il monarca britannico come "Capo del Commonwealth", ma non come capo di Stato. In precedenza lo status di repubblica era incompatibile con l'appartenenza al Commonwealth, spingendo l'Irlanda a ritirare la sua associazione quando divenne una repubblica nel 1949.
In alcuni ex reami del Commonwealth, tra cui Malta, Trinidad e Tobago, e Mauritius, il nuovo incarico di Presidente divenne un ruolo cerimoniale, ma in altre nazioni, come Ghana, Malawi e Gambia, quello di Presidente divenne un incarico esecutivo, retto dall'ultimo Primo Ministro. In quest'ultimo caso non venne abolita solo la monarchia, ma l'intero sistema Westminster di governo parlamentare.
Nelle Figi, il passaggio a repubblica del 1987 avvenne come risultato di un colpo di Stato militare, piuttosto che per un reale sentimento repubblicano, in quanto i capi indigeni delle Figi avevano ceduto volontariamente la loro nazione alla Corona. Anche quando le Figi non erano un membro del Commonwealth, i simboli della monarchia rimasero, compreso il ritratto della Regina Elisabetta II su monete e banconote, inoltre, contrariamente al Regno Unito, il compleanno del sovrano era una festività pubblica. Quando le Figi vennero riammesse nel Commonwealth, la questione della reinstaurazione della Regina come capo di Stato venne sollevata, ma non conseguita, anche se il Consiglio dei Capi della nazione riaffermò che la Regina era ancora il "capo supremo" della nazione.
Il 30 novembre 2021 Barbados è diventata una repubblica parlamentare tramite la riforma costituzionale del 2020.
Gli ex reami del Commonwealth sono:

### Europa
- Stato Libero d'Irlanda 4 - 1937 (nuova costituzione)
- Malta 1 - 1974

### America
- Guyana 3 - 1970 (emendamento della costituzione)
- Trinidad e Tobago 1 - 1976
- Barbados 1 - 2021

### Africa
- Gambia 2 - 1970 (nuova costituzione)
- Ghana 2 - 1960
- Kenya 2 - 1964 (nuova costituzione)
- Malawi 2 - 1966 (nuova costituzione)
- Mauritius 1 - 1992
- Nigeria 3 - 1963 (emendamento della costituzione)
- Tanganica 2 - 1962 (confluito nella Tanzania)
- Sierra Leone 2 - 1971
- Sudafrica 3 - 1961 (referendum)
- Uganda - 3 1963 (emendamento della costituzione)

### Asia
- India 1 - 1950 (emendamento della costituzione)
- Pakistan 3 - 1956 (colpo di Stato militare)
- Ceylon 3 - 1972 (odierno Sri Lanka)

### Oceania
- Figi 1 - 1987 (colpo di Stato militare)

1. La Presidenza è una carica cerimoniale.

2. La Presidenza è una carica esecutiva.

3. La Presidenza era in origine una carica cerimoniale, ora è esecutiva.

4. La Presidenza sostituì l'incarico di Governatore Generale, ma la repubblica non venne dichiarata fino al 1949 (vedere capo di Stato irlandese dal 1936 al 1949).
Birmania, Cipro, Zambia, Singapore, Bangladesh, Nauru, le Seychelles, Dominica, Kiribati, Zimbabwe e Vanuatu divennero repubbliche all'atto dell'indipendenza e quindi non furono mai reami del Commonwealth.

## Lo sviluppo del repubblicanesimo
In anni recenti, ci sono stati alcuni dibattiti all'interno dei rimanenti reami del Commonwealth, sulla pratica di condividere un monarca con il Regno Unito. Mentre molti sembrano considerare l'attuale ruolo del sovrano del Commonwealth come capo di Stato con una passiva indifferenza, altri vedono questa figura come un ostacolo alla vera "indipendenza" dal Regno Unito.
L'odierno sentimento repubblicano nei reami del Commonwealth tende ad avere una natura abbastanza differente da quello che pose fine allo status di reame delle suddette nazioni. Nel secondo caso, quasi tutte le nazioni divennero repubbliche molto rapidamente, a seguito del conseguimento dell'indipendenza. Quasi tutte queste nazioni erano ansiose di tagliare tutti i legami restanti con il Regno Unito, allo scopo di sentirsi e sembrare completamente sovrane e libere da influenze esterne, per quanto superficiali. I reami rimanenti comunque, hanno condiviso il monarca con il Regno Unito per molto tempo, in alcuni casi più di un secolo. Il dibattito repubblicano in queste nazioni è quindi più complicato del semplice cambiamento, sia in termini di ramificazioni politiche che culturali, che potrebbe essere portato dall'abbandono dello status quo monarchico.
In Australia, il Primo Ministro Laburista Paul Keating, dichiarò la sua intenzione di rendere la nazione una repubblica entro il 2001. A seguito della convocazione di una Convenzione Costituzionale nel 1998, si tenne un referendum nel 1999 sulla sostituzione della Regina come capo di Stato, con un Presidente eletto indirettamente dal Parlamento. Il referendum venne rigettato a causa delle divisioni sul metodo di elezione del futuro Presidente, in quanto alcuni sostenevano l'elezione diretta. È probabile che un ulteriore referendum sulla questione si terrà in futuro.
Nella vicina Nuova Zelanda, il Primo Ministro Helen Clark e il suo predecessore James Bolger, hanno anch'essi manifestato il loro appoggio al repubblicanesimo, e si è costituito un movimento repubblicano. Ci sono stati anche dei dubbi espressi sul ruolo futuro della monarchia in Canada, con alcuni membri del Partito Liberale che mostrano il supporto alla repubblica, ma con pochi segni di un cambiamento nell'immediato futuro.
Nei Caraibi, la Giamaica sta progettando un futuro repubblicano, mentre Barbados è diventata una repubblica nel 2021.
I sostenitori del cambiamento fanno notare che la maggioranza delle nazioni del Commonwealth sono repubbliche ormai da molto tempo, e che se si giungesse a questo cambiamento si potrebbe continuare a far parte del Commonwealth.
La maggior parte dei repubblicani nei restanti reami del Commonwealth propone una repubblica parlamentare, nella quale il Re ed il governatore generale verrebbero sostituiti da un presidente, come nel caso dell'India. C'è stato poco supporto in queste nazioni per una repubblica presidenziale, simile agli Stati Uniti.

## Controversie
Mentre i poteri del sovrano nei reami del Commonwealth sono limitati alla nomina del governatore generale (e anche questa è fatta su "consiglio" del primo ministro), il suo nome e la sua immagine continuano a giocare un ruolo importante nei simboli e nelle istituzioni politiche. Ad esempio, l'immagine del Re di solito compare sulle monete e sulle banconote, e un giuramento di fedeltà al monarca viene di norma richiesto a politici, giudici e nuovi cittadini. I critici sostengono che questi gesti simbolici fanno sembrare "sussidiaria" al Regno Unito una nazione indipendente, confondono e sono anacronistici. I favorevoli sostengono che i loro reami sono già nazioni indipendenti, e che la monarchia con la sua storia e le sue tradizioni forma una delle basi della loro identità nazionale. I contrari alla monarchia sostengono inoltre che siccome il Re è il Governatore Supremo della Chiesa d'Inghilterra, averlo come capo di Stato va contro i principi della laicità dello Stato, promuovendo una religione come religione di Stato de facto.
Storicamente, i sostenitori della monarchia nei reami del Commonwealth lo erano in quanto essa è un collegamento simbolico al Regno Unito. Durante il tardo XIX secolo e gli inizi del XX, molti politici dei reami autogovernati (all'epoca chiamati dominion), tendevano a vedere favorevolmente gli atteggiamenti e la cultura britannica, e incoraggiavano la loro preminenza nelle società che si stavano sviluppando. Mantenere fedeltà al Re o alla Regina britannici era quindi considerata come una cosa naturale per molti di questi residenti, che non guardavano alla loro cittadinanza come a qualcosa di meno rispetto ai sudditi britannici. L'autogoverno incrementò negli anni trenta e quaranta, e per gli anni ottanta molti reami avevano cessato di mantenere qualsiasi forma di legame costituzionale con il Regno Unito. Questo quindi segnò la fine della cosiddetta mentalità coloniale, e di conseguenza mise in discussione il futuro della monarchia. I sostenitori iniziarono a sminuire gli aspetti "Britannici" della monarchia, e iniziarono a concentrarsi sul ruolo della regina come capo di Stato di un reame del Commonwealth. Oggi il Re viene descritto nei reami come il Re di quel dato reame (ovvero, il Re d'Australia, il Re del Canada, ecc.) e ci si riferisce alla Corona, come alla Corona di quella nazione, non di quella britannica. Si è quindi avuto uno spostamento fondamentale tra l'aspetto "familiare" del periodo dell'impero, in cui tutti i dominon ruotavano attorno a un monarca comune, e la situazione odierna, in cui ogni reame del Commonwealth è incoraggiato a pensare al Re come "suo", e con un ruolo indipendente da qualsiasi altro obbligo in altre nazioni.
I sostenitori della monarchia nei reami del Commonwealth sostengono spesso che creare un capo di Stato repubblicano sarebbe più costoso (e non meno) dell'attuale monarca. Essi indicano ad esempio le presidenze di Stati Uniti e Francia, le quali costano di più per il loro mantenimento rispetto al monarca del reame. Inoltre citano i costi addizionali indotti dal portare la residenza del governatore generale ad essere un palazzo presidenziale, i costi delle visite di stato, dei consiglieri politici, delle aumentate funzioni cerimoniali, ecc; funzioni che in molti casi non esistono per un governatore generale, dato che non è un vero e proprio capo di Stato, ma che sarebbero richieste da un presidente.
La fondazione del repubblicanesimo nei reami restanti è spesso e in gran parte ostacolata dalle lunghe dispute su questioni costituzionali e di riforma (in particolare in Canada e Australia) e quindi dalla riluttanza ad entrare nell'intenso processo di rinegoziazione costituzionale che sarebbe richiesto da un nuovo sistema politico.
Oggi la maggior parte dei reami ha un movimento repubblicano e uno monarchico che servono da sbocco ufficiale del dibattito sui media.